# 억새풀
《역새풀》은 1985년 6월 6일부터 12월 26일까지 MBC TV에서 방영된 광복 40주년 대하드라마이다.

## 방송 시간
| 방송 채널 | 방송 기간                           | 방송 시간                      | 방송 분량 |
| --------- | ----------------------------------- | ------------------------------ | --------- |
| MBC☆      | 1985년 6월 6일 ~ 1985년 10월 18일   | 목, 금 밤 9시 45분 ~ 10시 35분 | 50분      |
| MBC☆      | 1985년 10월 23일 ~ 1985년 12월 26일 | 수, 목 밤 9시 45분 ~ 10시 35분 | 50분      |

## 기획 의도
1940년대부터 40여 년을 살아온 여인 3대의 기구한 인생을 그리면서 사라져가는 우리 사회의 미덕과 풍습, 그리고 선비정신 등을 부각한다.

## 줄거리
1944년 인섭은 전쟁터로의 징집을 앞두고 미숙과 결혼을 한다. 인섭이 독자인 인섭 집안과 미혼처자인 미숙이 일본에 징집되어 가는 것을 막으려는 미숙 집안의 결정이 었다. 서둘러 결혼하게 된 둘은 처음에는 서로 내외하지만 징집전날 부부 간의 정을 쌓으며 서로의 마음을 나누게 된다.
징집날 인섭은 떠나고 미숙은 인섭의 아이를 임신하여 인섭의 집안에서 인섭의 편지를 기다리며 지낸다. 일제 치하의 어려운 상황에서 인섭의 어머니인 경순 부인은 성격이 괄괄하고 생활력이 강한 인물로 일본인의 진행하는 훈련에서 양식을 타오기로 하는 듯 적극적으로 활동한다.

## 등장 인물
- 문정숙 : 현 씨 역 - 미숙의 시할머니
- 김용림 : 김 씨 역 - 미숙의 시어머니
- 허윤정 : 신미숙 역 - 윤 씨 집안 며느리
- 황신혜 : 윤해방 역 - 인섭과 미숙의 딸
- 박규채 : 윤경순 역 - 미숙의 시아버지
- 오지명 : 김관익 역 - 김씨의 오라비
- 최낙천 : 김상식 역 - 경순의 지인
- 길용우 : 윤인섭 역 - 미숙의 남편
- 심양홍
- 정호근
- 천호진

## 수상
- 1985년 MBC 연기대상 대상 - 김용림
- 1985년 MBC 연기대상 탤런트부문 우수상 - 길용우
- 1986년 백상예술대상 TV부문 대상
- 1986년 백상예술대상 여자 연기상 - 김용림
- 1986년 백상예술대상 여자 신인연기상 - 허윤정
- 1986년 한국방송대상 TV 여자 연기상 - 김용림[2]

## 참고 사항
- 기성 세대들에게 큰 영향을 주었던 갖가지 풍조나 사건의 변화를 그려 인기를 끌었으나, 사실적이지 않은 묘사나 과장된 부분이 지적을 받았다.[3]